# Ribonucleotídeo redutase
Ribonucleotídeo redutase (RNR, também conhecida como ribonucleosídeo difosfato redutase) é uma enzima que catalisa a formação de deoxirribonucleotídeos dos ribonucleotídeos.